# Château de Somloire
Le château de Somloire est un château situé à Somloire, en France.

## Localisation
Le château est situé dans le département français de Maine-et-Loire, sur la commune de Somloire.

## Historique
La paroisse dépendait primitivement de l'évêché de Poitiers, depuis 1317 de l'Evêché de Maillezais, depuis 1648 de l'évêché de la Rochelle, du doyenné de Bressuire au XIVe siècle et du doyenné de Vihiers au XVIIe siècle.
Les dîmes, la cure et ses dépendances relevaient du château de Somloire, mais l'église et le cimetière, du Seigneur de Maulévrier. Le bénéfice rapportait 600 louis au curé, à charge par lui d'entretenir le vicaire et de payer le sacristain pour l'entretien de l'église.
Les registres paroissiaux commencent en 1601 (à la mairie). On peut y lire que l'enseignement devait exister à la fin du XVIIe siècle. (Louis de Grange écolier en ce lieu y est mentionné en 1695).
Les registres nous font part également qu'en 1633 une contagion terrible avait ravagé la paroisse. On ne trouvait plus personne, même à grand prix d'argent, pour porter les morts à l'église. Deux paroissiens furent inhumés dans leur jardin dont l'un à Chantegrolle.
En février 1652, les soldats du régiment royal de Navaille, allant au siège d'Angers, séjournent cinq jours sur la paroisse et au bourg, saccageant et pillant tout le pays. L'édifice est inscrit au titre des monuments historiques en 1974.